# 西谷格
西谷 格（にしたに ただす、1981年 – ）は、日本のフリーライター、ノンフィクションライター。

## 経歴
神奈川県藤沢市生まれ。
2000年に神奈川県立鎌倉高等学校を卒業、早稲田大学社会科学部に進み、2005年に卒業して『新潟日報』記者となったが、2年ほどで退社し、フリーランスのライターとして活動するようになった。
2009年から2015年にかけて、中華人民共和国の上海市に移り住み、当初の2年間は日本語フリーペーパーの編集にあたり、その後は中国在住ライターとして、週刊誌などに各種のレポートを発表するようになった。
帰国後は、新宿三丁目に居を構え、ライターとして活動している。

## おもな著書

### 単著
- 上海裏の歩き方、彩図社、2013年
- 中国人は雑巾と布巾の区別ができない、宝島社（宝島社新書）、2014年
- この手紙、とどけ!  106歳の日本人教師が88歳の台湾人生徒と再会するまで、小学館、2016年
- ルポ中国「潜入バイト」日記、小学館（小学館新書）、2018年
- ルポデジタルチャイナ体験記、PHP研究所（PHPビジネス新書）、2020年
- 香港少年燃ゆ、小学館、2022年

### 翻訳
- 辛永勝・楊朝景、台湾レトロ建築案内、エクスナレッジ、2018年